# Condado de Major
El condado de Major (en inglés: Major County), fundado en 1909 y con nombre en honor al político John Charles Major, es un condado del estado estadounidense de Oklahoma. En el año 2000 tenía una población de 7.545 habitantes con una densidad de población de 3 personas por km². La sede del condado es Fairview.

## Geografía
Según la oficina del censo el condado tiene una superficie total de 2481 km² (957,9 mi²), de los que 2478 km² (956,8 mi²) son tierra y 3 km² (1,2 mi²) (0,12%) son agua.

## Condados adyacentes
- Condado de Woods - noroeste
- Condado de Alfalfa - noreste
- Condado de Garfield - este
- Condado de Kingfisher - sureste
- Condado de Blaine - sur
- Condado de Dewey - suroeste
- Condado de Woodward - oeste

## Principales carreteras y autopistas
- U.S. Autopista 60
- U.S. Autopista 281
- U.S. Autopista 412
- Carretera Estatal 8
- Carretera Estatal 58

## Demografía
Según el censo del 2000 la renta per cápita media de los habitantes del condado era de 30.949 dólares y el ingreso medio de una familia era de 36.888 dólares. En el año 2000 los hombres tenían unos ingresos anuales 28.078 dólares frente a los 17.658 dólares que percibían las mujeres. El ingreso por habitante era de 17.272 dólares y alrededor de un 12 % de la población estaba bajo el umbral de pobreza nacional.

## Ciudades y pueblos
- Ames
- Cleo Springs
- Fairview
- Meno
- Ringwood